# Grace Jones
Grace Jones (født 19. maj 1948) er en jamaicansk sangerinde, der var et af firsernes helt store popkultur-navne, hun var topmodel, muse for Andy Warhol, indbegrebet af New Yorker-klubben Studio 54 og James Bond-skurk i A View to a Kill.
Der var stille omkring Grace Jones i 90'erne, men hun skulle efter sigende have indspillet to album, der dog aldrig blev udgivet.
Grace Jones udsendte i begyndelsen af november 2008 sit første album siden 1989. Albummet Hurricane er produceret af Ivor Guest i samarbejde med Grace Jones selv og indeholder bidrag fra bl.a. Sly and Robbie og Brian Eno.